# Kurt Knispel
Kurt Knispel (Salisov, 1921. szeptember 20. – Vrbovec, 1945. április 28.) az egyik legsikeresebb német harckocsizó ász volt a második világháború idején a 168 igazolt győzelmével.
A csehországi Zlaté Hory mellett fekvő Salisov (Salisfeld) faluban született. A család később Mikulovicébe (Niklasdorf) költözött. 1938-ban Németország annektálta a Szudétavidéket, így 1940-ben már a Wehrmachtba hívták be szolgálatra, majd 1941-ben a frontra került. Gyalogos kiképzést kapott, de mégis a harckocsizókhoz osztották be a 15. páncélos pótosztály 1. századában. 1940. november 30-án helyezték át a 29. páncélosezred 3. századába, ahol töltőkezelő beosztásban egy Panzerkampfwagen IV harckocsira került. Már e beosztása mellett kapott töltőkezelői és irányzói kiképzést. Még 1940 végén őrvezetővé nevezték ki.
A 12. páncélos hadosztály kötelékében, Helman hadnagy parancsnoksága alatt vett részt a Barbarossa hadműveletben töltőkezelőként, majd a Sztálingrád környéki harcokban. Alakulata 1941 augusztusáig olyan súlyos veszteségeket szenvedett, hogy feloszlatták, Knispel a 29/9 páncélosszázadba került irányzó kezelő beosztásban, és augusztus végén lőtte ki első igazolt ellenséges harckocsiját, egy T–34-et. A másodosztályú Vaskeresztet 1941 december közepén kapta meg 13 igazolt kilövés után. 1942 tavaszán kapta az új, hosszú csövű Pz IV harckocsiját.
1943 januárjában került egy Tigris irányzói beosztásába. Zászlóaljparancsnoka ekkor Oberfeldwebel Fedensak volt, akivel együtt Paderbornból vezényelték át az 503. nehézpáncélos zászlóalj állományába. A kurszki csata egyik szárnycsatájában, a Cserkaszi melletti katlancsatában a 7. páncélos hadtest Kempf-harccsoportjával vett részt. Itt 27 igazolt kilövést ért el, sokat nagy távolságból, ezért megkapta a Vaskereszt első osztályát, és szakaszvezetővé léptették elő. A visszavonulás során Vinnicja, Jampol és Kamenyec-Podolszk állomások után a nyugati frontra irányították. Itt az 503-asokat felszerelték a háború legerősebb harckocsijával, a Királytigrissel, amelyen szintén irányzóként harcolt 1944 nyár végéig, ez után már harckocsiparancsnok volt az 1. század egyik harckocsiján. Részt vett a Caen körüli harcokban és a normandiai visszavonulás védekező műveleteiben. Amikor ismét átirányították a keleti frontra, a szovjet vonalak már Magyarországon voltak, Mezőtúron, Törökszentmiklóson, Cegléden, Kecskeméten és a gyulai hídfőcsatákban vett részt.
A háború utolsó napjaiban sebesült meg halálosan a 132. toronyszámú harckocsin kívül, sérüléseibe a vrboveci kórházban halt bele.
Tizedik győzelme után kapta a Vaskereszt első osztályát, az ötvenedik után a Harckocsizó jelvény arany fokozatát. A Német Kereszt arany fokozata átvételekor már 126 győzelmet tudott magáénak. 1944. április 25-én a Wehrmachtban egyedülálló módon szakaszvezetőként megemlítették a nevét a napiparancsban. Május 20-án megkapta a Német Kereszt aranyfokozatát, és törzsőrmesterré léptették elő. Négyszer terjesztették fel Lovagkeresztre, de egyszer sem kapta meg. A halálos sebesülése napján kilőtt két harckocsival az igazolt kilövéseinek száma 168.
2013. április 10-én a cseh hatóságok megerősítették, hogy Knispel maradványait 15 másik német katonával együtt megtalálták a vrboveci templomfal mögött. Az azonosítást a dögcédulák tették lehetővé. 2014. november 12-én a brnoi német katonai temetőben 41 további német katonával együtt újratemették. Az exhumálás során bebizonyosodott, hogy a koponyán áthatoló, 3,5 cm méretű repesz okozta a halálát.